# Samuel Beatty (1820-1885)
Pour les articles homonymes, voir Samuel Beatty et Beatty.
Samuel Beatty (16 décembre 1820 - 26 mai 1885) est un militaire américain, shérif, et fermier de l'Ohio. Il est brigadier général dans l'armée de l'Union pendant la guerre de Sécession. En 1866, il obtient le brevet de major-général des volontaires.

## Avant la guerre
Beatty naît dans le comté de Mifflin, en Pennsylvanie, mais il est élevé dans le comté de Stark, en Ohio après le déménagement de ses parents en 1829. Il sert comme lieutenant dans le 3rd Ohio Infantry durant la guerre américano-mexicaine dans les années 1840, et puis, il est élu shérif du comté de Stark en 1857 puis est réélu en 1859.

## Guerre de Sécession
Lorsque la guerre de Sécession éclate, il forme une unité de volontaires qui devient la compagnie A du 19th Ohio Infantry - les « gardes légers de Canton ». Peter Cozzens écrit que « Beatty n'a pas le bénéfice d'une éducation universitaire, et peut n'avoir jamais lu un texte militaire avant la guerre, mais c'est un combattant né ».
Beatty est élu en tant que premier colonel du régiment. Après l'organisation initiale et la formation en locale, le régiment est transféré au Camp Chase à Columbus, en Ohio, pour un entraînement complémentaire. Beatty conduit le 19th Ohio lors d'une série de batailles en Virginie occidentale, y compris lors de la bataille de Rich Mountain. Il combat à la bataille de Shiloh au printemps de 1862. Par la suite, il commande une brigade (11th brigade, 5th division, II corps) dans l'armée du Cumberland à la bataille de Perryville dans le Kentucky, cet automne là.
Beatty, bien qu'encore colonel, prend le commandement de la division du brigadier général Horatio Van Cleve de l'aile du major général Thomas L. Crittenden au cours de la bataille de Stones River après la blessure du général. Ses hommes sont repoussés par une charge des confédérés commandées John C. Breckinridge. Ils se rallient après que l'artillerie fédérale rassemblée par le chef de l'artillerie de Crittenden, le capitaine John Mendenhall, bombarde les troupes de Breckinridge.
Par l'ordre spécial 269 du 9 octobre 1863, le brigadier général Thomas J. Wood est affecté au commandement de la 3rd division, comprenant trois brigades dont la 3rd brigade commandée par Beatty.
Promu brigadier général, de manière rétroactive à novembre 1862, la bravoure personnelle de Beatty lors de la bataille de Chickamauga en septembre 1863 reçoit une mention élogieuse du commandant du XXI corps, Thomas L. Crittenden, qui écrit, « je suis fier de mentionner le nom du brigadier général Samuel Beatty pour sa conduite à cette occasion ».
Beatty dirige une brigade du IV corps de l'armée du Cumberland au cours de la campagne d'Atlanta. Lors des derniers jours de la guerre, il est transféré, avec sa brigade, pour bloquer les mouvements confédérés vers le sud.
Beatty est libéré du service des volontaires le 15 janvier 1866. Il reçoit le brevet de major-général des volontaires, avec une date de prise de rang au 13 mars 1865, pour ses actions lors de la bataille de Nashville, commandant la division du brigadier général Thomas J. Wood, qui agissait en tant que commandant du corps d'armée, par la nomination du président Andrew Johnson le 13 janvier 1866 et la confirmation par le Sénat des États-Unis le 12 mars 1866. Ce brevet de promotion fait de lui  l'officier de l'armée de l'Union de plus haut rang du comté de Stark.

## Après la guerre
Après la guerre, Beatty retourne dans le comté de Stark et devient fermier à Jackson Township. Quatre ans avant sa mort, il est répertorié dans l'histoire du comté comme fermier. Il meurt chez lui, et est enterré dans le cimetière de la ville à Massillon, Ohio.